# Marcia Monroe Merchant
Marcia Monroe Merchant (* 23. Mai 1973) ist eine ehemalige deutsche Fußballspielerin.

## Karriere

### Spielerin
Merchant hatte beim TSV Nahe aus der gleichnamigen schleswig-holsteinischen Stadt mit dem Fußballspielen begonnen, bevor sie nach Appen gelangte und für den dortigen Turn- und Sportverein aktiv wurde. Anschließend war sie für den Hamburger SV und den Schmalfelder SV – für letzteren – in der Bundesliga (zuletzt 1994/95) aktiv. Mit ihrem letzten Verein, für den sie in der Saison 1996/97 Punktspiele in der seinerzeit zweigleisigen Bundesliga bestritt, dem FC Eintracht Rheine, erlebte sie ihren größten sportlichen Erfolg. In der 58. Minute wurde sie für Nicole Werner im Finale um den Vereinspokal eingewechselt; vor 30.000 Zuschauern unterlag sie mit ihrer Mannschaft am 14. Juni 1997 im Olympiastadion Berlin Grün-Weiß Brauweiler mit 1:3. Im Spiel um den DFB-Supercup am 31. August 1997 in Rheine unterlag sie – in der 89. Minute für Birgit Schäfer eingewechselt – mit ihrer Mannschaft als unterlegener Pokalfinalist dem Deutschen Meister Grün-Weiß Brauweiler mit 0:1 erneut.

### Trainerin
Nach ihrer Spielerkarriere erwarb sie im Jahr 2003 die A-Trainerlizenz. Im Hamburger Stadtteil Jenfeld im Bezirk Wandsbek, wo der Hamburger Fußball-Verband an der dort ansässigen Sportschule seit 2001 seinen Sitz hat, ist sie als Auswahltrainerin der weiblichen Nachwuchsmannschaften tätig. Von 2011 bis 2013 trainierte sie die U15-Juniorinnen und von 2013 bis 2014 die U16- und U18-Juniorinnen. Zudem fiel ihr im letztgenannten Zeitraum die Leitung des DFB-Stützpunkt zu. 2015 trainierte sie die hamburgische U14-Mädchen-Auswahl und in der Saison 2016/17 für zehn Punktspiele die Zweitligamannschaft des Bramfelder SV.

## Erfolge
- DFB-Supercup-Finalist 1997
- DFB-Pokal-Finalistin 1997

## Sonstiges
Des Weiteren ist sie eine ausgebildete Yoga-Lehrerin und kombiniert ihr Wissen mit dem Fußball. Dabei setzt sie sich selbstverständlich mit ihrer Expertise für Erfolg, für körperliche und mentale Gesundheit ein; seit 2014 ist sie Bikram-Yoga-Lehrerin und darüber hinaus auch Reiki-Meisterin. Zudem ist sie Autorin zahlreicher Bücher zum Thema Yoga und Skoliose.
Gemeinsam mit dem ehemaligen Bundesligaspieler Otto Addo gründete sie im Rahmen des Black History Month im Februar 2015 den AFRICA UNITED SPORTS CLUB, dessen Qualität der Vereinsarbeit dazu geführt hat, dass dieser als Stützpunktverein des Programms INTEGRATION DURCH SPORT des Deutschen Olympischen Sportbundes (DOSB) und des Hamburger Sportbundes (HSB) anerkannt wurde.